# 디프런트 프롬 디 아더스
디프런트 프롬 디 아더스(Anders als die Andern, Different from the Others)는 독일에서 제작된 리하르트 오스발트 감독의 1919년 드라마 영화이다.

## 출연
- 콘라트 파이트
- 마그누스 히르슈펠트